# Фабрика П. Д. Яковлева
Яковлев П. Д. — русский предприниматель, основал в 1790 г., в Петербурге, одну из первых экипажных фабрик, которая стала поставщиком двора Его Императорского Величества. Слава его компании распространилась по всей Европе, а медалями были удостоены его экипажи на выставках в Лондоне (1851), Вене (1873), и в Париже в 1878 году. Фабрика выпускала все виды экипажей, в том числе и знаменитые одноколки — лёгкие двухколёсные экипажи.
С появлением первого русского автомобиля в 1896 году, фабрика П. Д. Яковлева начала производить автомобильные кузова, став впоследствии одной из крупнейших фабрик в развивающейся автомобильной промышленности России. В 1904 г. на фабрике работало 180 квалифицированных рабочих. В 1907 г. на I Международной автомобильной выставке в Санкт-Петербурге, за свои изделия была удостоена высшей награды — большой золотой медали. Для изготовления кузовов использовали только лучшие материалы, с учётом особенностей изделия, выбирая самые лучшие ткани для интерьеров и лучшую эластичную кожу для сидений, поставляя детали с серебряным обрамлением, посеребренные дверные ручки и слоновую кость для круглых дверных ручек. Кроме этого, кузова включали хрустальные вазы для цветов, графины и стаканы для напитков.
Фабрика бралась и за сборку автомобилей, но впоследствии ограничилась ремонтом и продажей (легковые машины «Остин» и грузовики «Арбенц»). Наиболее известные её работы выполнены на шасси «Бразье» и «Рено».